# Сундирський район
Сундирський район — скасована адміністративно-територіальна одиниця у складі Чуваської АРСР, що існувала в 1927—1962 роках. Адміністративний центр — село Великий Сундир.
Був утворений у складі Чуваської АРСР 5 вересня 1927 року як Татаркасинський район на території колишніх Татаркасинської та частини Акрамовської волості Чебоксарського повіту та частин Мало-Караччинської і Тораєвської волостей Ядринського повіту. 25 січня 1935 року Акрамовський, Чурачікський, Сибайкасинський, Оточевський, Сятракасинський і Ярабайкасинський с/з Татаркасинського району передали до нового Ішлейський район. 16 січня 1939 року Татаркасинський район було перейменовано на Сундирський район. 22 лютого 1939 року Хорамальський, Тораєвський, Тойгільдінський, Чемеєвський, Чуманкасінський і Ягаткінський с/з Сундирського району передали в новий Радянський район. 15 лютого 1944 року Адабайкасинський, Кашмашський, Моргаушський, Орінінський, Пажалукасинський і Сятракасинський с/с Сундирського району було передано в новий Моргаушський район.
За даними 1945 року Сундирський район включав 19 сільрад: Апчарська, Ахманейська, Більше-Карчкінська, Більше-Сундирська, Іллінська, Калайкасинська, Кубаська, Мало-Карачкінська, Мало-Тюмерлінська, Тяптяївська, Хачикська, Шатракасинська, Шашкарська, Шоміковська, Шупосинська, Юванівська, Юнгінська, Янимовська та Ярославська.
14 липня 1959 року до Сундирського району були приєднані частини території скасованих Ішлейського і Моргаушського районів. 20 грудня 1962 року Сундирський район було скасовано, а його територію розділено між Чебоксарським і Ядринським районами.